# Nnamdi Oduamadi
Nnamdi Oduamadi més conegut com a Odu (Lagos, 17 d'octubre de 1990) és un davanter nigerià que actualment milita a les files de l'AC Milan. Ha fet el seu debut a la Serie A italiana el 18 de setembre del 2010 en un partit contra el Calcio Catania on va jugar alguns minuts. Ha estat internacional amb Nigèria a les categories inferiors (sub- 17 i sub-20).